# Национални парк Алонисос
Национални парк Алонисос (грч. Εθνικό Θαλάσσιο Πάρκο Αλοννήσου Βορείων Σποράδων, ΕΘΠΑΒΣ) је основан председничким декретом 16. маја 1992. године и један је од највећих заштићених поручја у Грчкој. Осим морског подручја, Парк укључује и острво Алонисос, шест мањих острва (Перистера, Кира Панагиа, Гиоура, Псатхоура, Пипери и Скантзоура), као и 22 ненасељена острва. Налази се у региону Северних Спорадских острва, у северном Егејском мору.

## Историја
Томас Шулц-Веструм, немачки зоолог и творац документарних филмова о животињама, након низа истраживачких мисија на острвима 1976. године, први пут је приметио велику еколошку и биолошку вредност и предложио стварање заштићеног подручја. Шест година касније, локални рибари на острву Алонисос су након консултација прихватили изгледе за оснивање парка у региону и обавезали су се да помогну у његовој заштити. Године 1986, Канцеларија за префектуру Магнезије је издао прву наредбу за заштиту региона, након чега су уследиле одлуке министарстава за питања околине, пољопривреде и трговачке морнарице. Новоформирана невладина организација Мама, састављена од младих морских биолога, 1990. године успоставила је стални тим у подручју резервата и набавила истраживачки брод IFAW-ODYSSEAS за помоћ у системском праћењу популације медитеранске медведице, који је остао до 2006. године. Годину дана касније основали су у Алонисосу први здравствени центар ове врсте у Медитерану.
Председничким декретом, који је донесен ради разграничења заштићених зона и мера заштите, превиђено је стварање локалне Агенције за управљање резервама. Невладина организација Мама, уз помоћ Европске комисије, покренула је програм подршке и надзора. Ова акција се спроводи са локалним оператерима брзе пловидбе Алонисос и првих неколико година у блиској сарадњи са Рибарском задругом Алонисос. Након студије о животној средини која је трајала неколико година, донесена је заједничка одлука којом се утврдио састав управног одбора Парка. Укупна одговорност за управљање резерватом прешла је на нову управну агенцију.

## Географија
Површинама острва доминирају стене. Главне карактеристике су стрме стеновите падине које се спуштају до мора и пећина, које су важан део станишта медведице. Различити типови земљишта се сусрећу на острву Алонисос. Што се тиче воде - извори слатке воде су ретки.
Географска изолација подручја, његова морфологија, ограничени ступањ људског уплитања и нетакнуто стање природног окружења чине копнена и морска подручја Парка идеалним стаништем за многе угрожене врсте биљака и животиња

## Клима
Медитеран се карактерише са умереним падавинама током зиме и дугим сушним летима. Просечна годишња температура износи 17 °C, а просечна количина падавина је 515 mm.

## Флора и фауна
Острва су прекривена медитеранском шумом и вегетацијом макије као и многе врсте четинара, дивље маслине, вресови. Гарига је такође честа појава и састоји се од многих врста. Подводна морска трава је посебно значајна за развој других организама и задржавање и кружење суспендованих честица и различитих супстанци у морској средини и они су у широком опсегу у овом подручју.
Подручје Парка је важно станиште за многе врсте риба (око 300), птице (до 80 врста), гмизавце и сисаре. Поред средоземне медведице, овде се могу наћи црвени кораљ, мрки соко, морски вранац и дивља коза. Неке од птица које се виде су орао, корморан и бели галеб. Подводна фауна је такође разноврсна, са многим врстама бентоса и риба. Различите врсте делфина и неке врсте китова могу се видети у региону, као што су обични делфин , пругасти делфин, кљунасти делфин, гринд и уљешура.